# Cło retorsyjne
Cło retorsyjne – cło odwetowe, nałożone na produkty kraju, który podjął działania uznane za niekorzystne wobec danego państwa. Powodem nałożenia mogą być zarówno przyczyny o charakterze ekonomicznym, jak i pozaekonomicznym. Wśród tych pierwszych najczęściej wymienia się jednostronną, niekorzystną dla drugiej strony zmianę warunków wymiany handlowej (np. niekonsultowane podniesienie ceł lub opłat granicznych). Wśród przyczyn pozaekonomicznych najczęściej występują polityczne motywy nakładania ceł retorsyjnych.